# HD 133792
HD 133792，又名CP-63 3518，SAO 253034、HR 5623，是一颗恒星，视星等为6.28，位于銀經317.55，銀緯-4.76，其B1900.0坐标为赤經15h 1m 4.8s，赤緯-63° -4.76′ 28″。